# Klauzura (klášter)

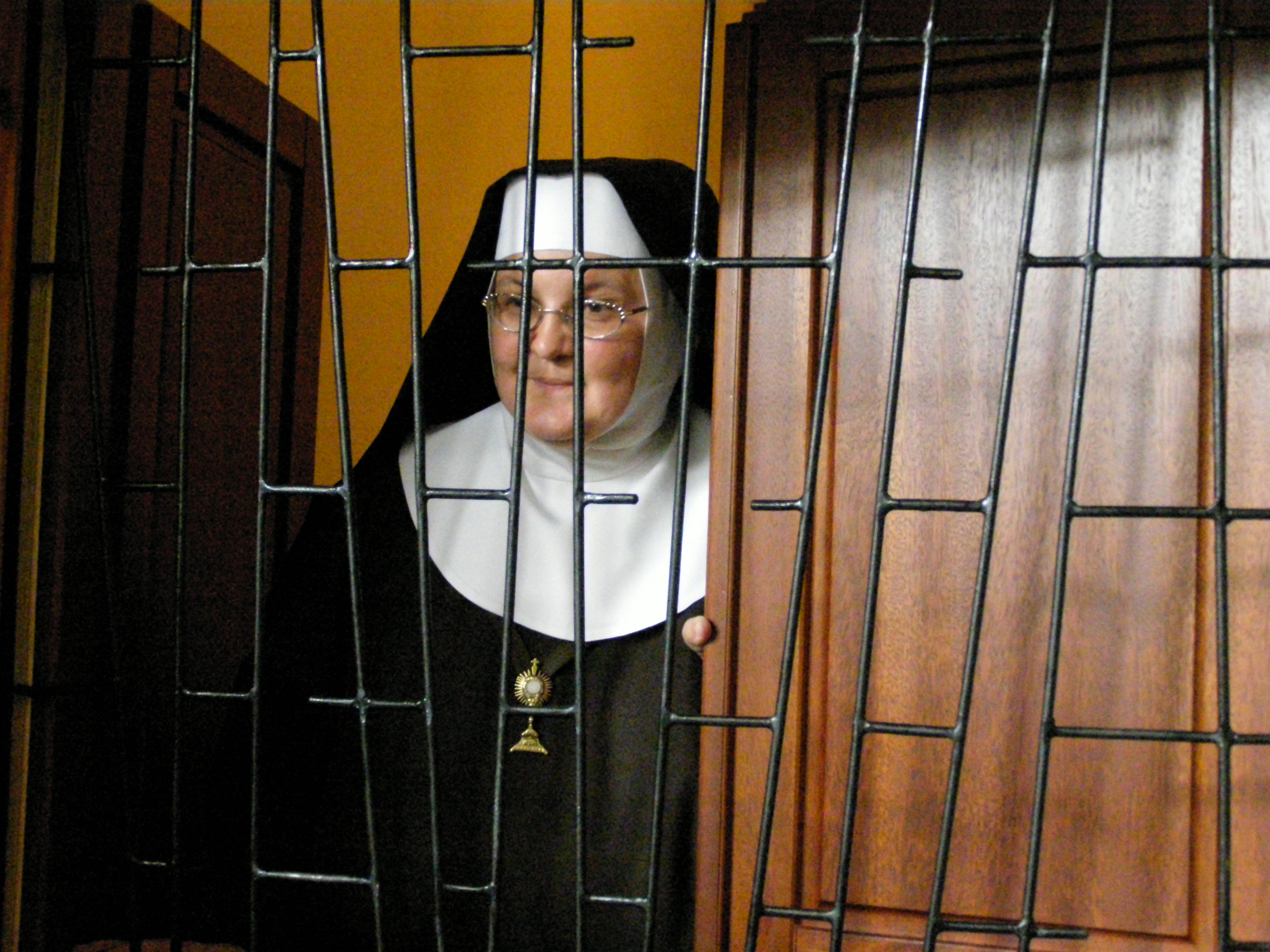
Jeptiška v klauzuře

Klauzura (z lat. claudere, zavřít) je označení pro klášterní prostory uzavřené laické veřejnosti, resp. vymezené pouze pro řeholní osoby. Jako život v klauzuře se označuje mnišský způsob života v přísném odloučení od venkovního světa.
U klášterů se někdy rozlišuje vnitřní klauzura označující vlastní budovu konventu, typicky stavby připojené ke kostelu uspořádané kolem rajského dvora. Vnější klauzura pak zahrnuje i další budovy klášterního areálu obehnaného zdí. U řádů s přísnou klauzurou (tj. s přísným odloučením od světa) je vstup a pobyt cizích osob téměř zcela zapovězen a pro jejich styk s členy řádu je vyhrazeno parlatorium (hovorna). To se týká především částí kláštera, kde mají bratři či sestry své soukromí, kde se modlí a studují.
Předpisy ohledně klauzury popisují pravidla vstupu, pobytu a odchodu cizích osob do kláštera či řeholního domu, jakož i pravidla pro pobyt členů kláštera mimo jeho prostory a jejich styk s ostatní společností. Klauzurní praxe je velmi starobylá a v průběhu věků procházela složitým vývojem, mezi jednotlivými řeholními společnostmi v ní mohou být i velmi výrazné rozdíly.
Podle původu pravidel se klauzura rozlišuje na papežskou (určenou zvláštním předpisem Apoštolského stolce), biskupskou (určenou rozhodnutím místního ordináře) či konstituční (určenou právními předpisy samotné řeholní společnosti).